# Пастушок лісовий
Пастушок лісовий (Hypotaenidia sylvestris) — вид журавлеподібних птахів родини пастушкових (Rallidae).

## Поширення
Вид є ендеміком острова Лорд-Гав (Австралія). У 1788 році він був знайдений від рівня моря до вершин двох гір на острові, але з середини 19 століття він став обмежений вершинами. У 1970-х роках популяція включала 10 гніздових пар і 3 особини-одинаки. У 1980-х роках, після викорінення інтродукованих свиней Sus domesticus, птахи знову заселили дві низинні ділянки (Боат-Гарбор і Літтл-Слоуп) і дві височини (Козячий будинок і Ерскін-Веллі). Трьох птахів було випущено в межах поселення (власність Салмон-Біч і Кінгз), а четвертого було випущено на місці відлову на Салмон-Біч після 66 днів у неволі. Популяція виду оцінюється в 220—230 екземплярів і 71-74 репродуктивних пар.

## Опис
Великий нелітаючий пастушок. Оперення майже скрізь оливково-буре, знизу блідіше. Область брів трохи світлішає. Крила яскраво-коричневі з тонкими коричневими смугами на первинних криючих. Довгий вигнутий дзьоб рожевий, але на кінчику стає коричневим. Райдужка червона, ніжки світло-коричнево-рожеві. Молоді екземпляри майже ідентичні дорослим, але мають темні райдужні оболонки.

## Спосіб життя
Живе в субтропічних лісах, де харчується дощовими черв'яками, ракоподібними, фруктами та яйцями буревісників. Як правило, зустрічається парами, які залишаються на все життя. Він територіальний і пересувається лісовою підстилкою, досліджуючи джерело будь-яких незвичайних шумів. Кожна пара захищає територію площею приблизно 3 гектари, з якої молодняк виганяють, як тільки він досягає зрілості. Тому популяція виду обмежена доступною територією.